# 安東尼·佛奇
安东尼·斯蒂芬·佛奇（英語：Anthony Stephen Fauci，/ˈfaʊtʃi/，1940年12月24日—）是美國免疫學家，現任美國國家過敏和傳染病研究所所長、白宮冠狀病毒工作組成员及总统首席医疗顾问，參與艾滋病和H1N1甲型流感以及COVID-19等傳染病的防治研究。
作為美國國家衛生院（NIH）的醫生，佛奇曾以各種身份為美國公共衛生服務50多年，自羅納德·雷根以來，他一直是每位美國總統的顧問。作為科學家和NIH NIAID的負責人，他為HIV/AIDS研究和其他免疫缺陷研究做出了貢獻。佛奇是美国科学界的代表人物。在美国电视上播出解释有关艾滋病、生物恐怖主义或世界性流感的节目的时候，人们最有可能看到的就是他。迄今為止，已擔任美國國家過敏和傳染病研究所所長逾35年。從1983年到2002年，福奇是所有科學期刊上被引用次數最多的科學家之一。 2008年，乔治·沃克·布什總統授予佛奇總統自由勳章，這是美國最高的平民獎，以表彰他在艾滋病和總統艾滋病應急計劃（PEPFAR）中的工作。福奇在2022年12月辞去国家过敏与传染病研究院和总统拜登的医疗顾问等职位。

## 早年生活和教育
佛奇於1940年12月24日在纽约布鲁克林出生。佛奇的父母经营一间药房，他的父亲是一位受哥伦比亚大学教育的药剂师，他的母亲和姐姐Denise是收银员，佛奇负责送药。该药房位于布鲁克林的戴克高地（Dyker Heights）部分，就在他们家公寓的正下方，之前位于本森赫斯特附近。佛奇有意大利血统，信仰天主教。
佛奇的祖父母Antonino Fauci和Calogera Guardino來自義大利的夏卡。 他的外祖母來自義大利拿坡里的拉斐拉·特雷瑪特拉（Raffaella Trematerra）是一位女裁縫。 他的外祖父喬瓦尼·阿比斯（Giovanni Abys）出生於瑞士，是一位藝術家，以風景畫和肖像畫，雜誌插圖（意大利）以及商業標籤（包括橄欖油罐）的圖形設計而聞名。他的祖父母在19世紀後期從意大利移民到美國。 佛奇長大後是天主教徒，但現在認為自己是人文主義者。
佛奇就读于曼哈顿上东区的Regis高中，尽管他身高仅5英尺7英寸（1.70），但他还是学校篮球队的队长。
1958年从高中毕业后，佛奇进入圣十字学院，并于1962年获得古典学医学预科课程的文学学士学位。在毕业于聖十字學院之后，佛奇于1966年在康奈尔大学医学院取得博士学位。　他在纽约医院-康奈尔医学中心（现称为紐約-長老會醫院）完成了内科实习和住院医师。
佛奇擅长做科学研究。他认为，他所接受的耶稣会基督教教育培养了他对公共服务的向往和珍重。他说：“上学的时候，大家几乎都心照不宣的认为，假如你想成为最杰出的人，在生活中为他人服务就是重要的事情。”

## 医学职业
1968年，佛奇加入美国國家衛生院（NIH），成为美國國家過敏和傳染病研究所临床研究实验室（LCI）的临床助理。 1974年，他成为LCI临床生理科的负责人，并于1980年被任命为免疫调节实验室主任。自1984年以来，佛奇一直担任美國國家過敏和傳染病研究所主任。在此期间，他负责有关传染病和免疫介导疾病的基础研究和应用研究的广泛研究。他拒绝了几项要约，以领导其母机构的國家衛生院，并一直站在美国抗击艾滋病、SARS、2009年H1N1流感大流行、中東呼吸綜合症、埃博拉和COVID-19的前线。
美國國家過敏和傳染病研究所有1300名职员年度预算为四十三亿美元。佛奇说：“我们的使命是把我们所做的科学研究用于美国的公共卫生健康，但是，我们还远远超出这一点。因此，我们现在对全球的卫生健康问题非常投入，因为我们的世界已经变得越来越成为一个全球化的社区了。”
佛奇通常一天工作15个小时，连续不断地参加会议，撰写审核科学报告，跟国立卫生研究院的研究者进行讨论交流。佛奇说他的动力来自成长经历。他出生在纽约一个意大利裔美国人居民区，他的家就在父亲开的药房楼上。他说：“我从小就一直很好奇，总是喜欢拼七巧板、喜欢回答问题。”

### 醫學成就
佛奇做出了重要的科學觀察，這些發現有助於人們對免疫應答調節的理解，並且眾所周知，佛奇闡明了免疫抑制適應免疫應答的機制。 已經開發出了針對先前致命疾病的治療方法，例如，結節性多動脈炎、肉芽腫併多發性血管炎和淋巴瘤樣肉芽腫病等。
1985年，斯坦福大學的美國風濕病協會關節炎中心調查的成員對佛奇的結節性多動脈炎和肉芽腫併多發性血管炎的治療方法進行了研究， 它被評估為這是近20年來風濕性患者管理方面的最大成就之一。
佛奇促進了人們對艾滋病病毒如何破壞人體防禦系統並導致艾滋病發展的理解。

### 研究艾滋病

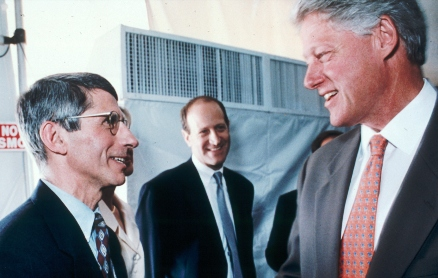
1995年，美國總統比爾·柯林頓訪問NIH，與佛奇交流對艾滋病的研究。

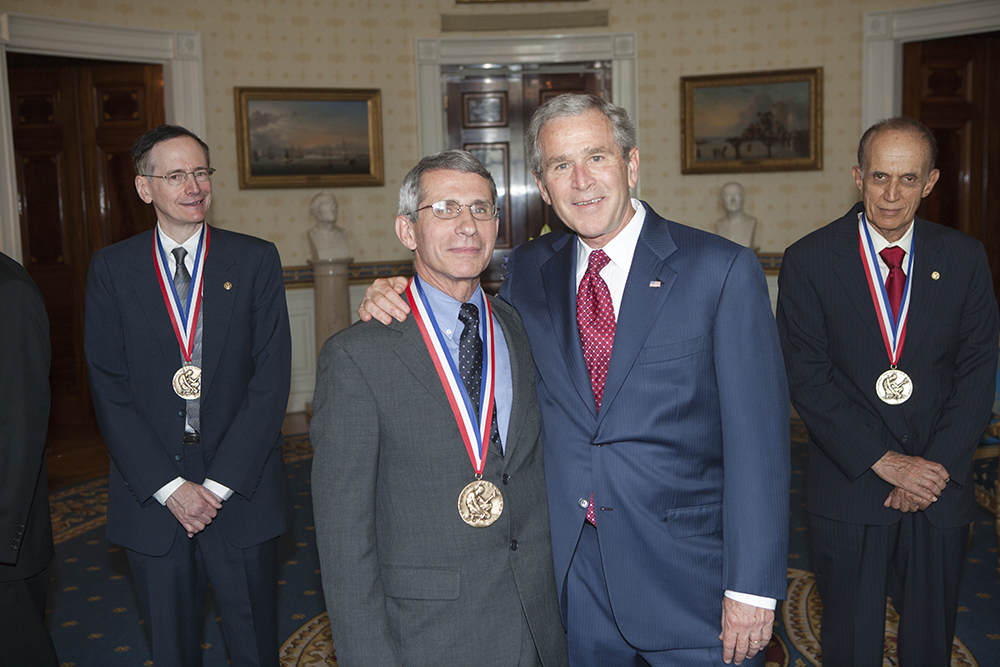
2007年，佛奇與小布希。

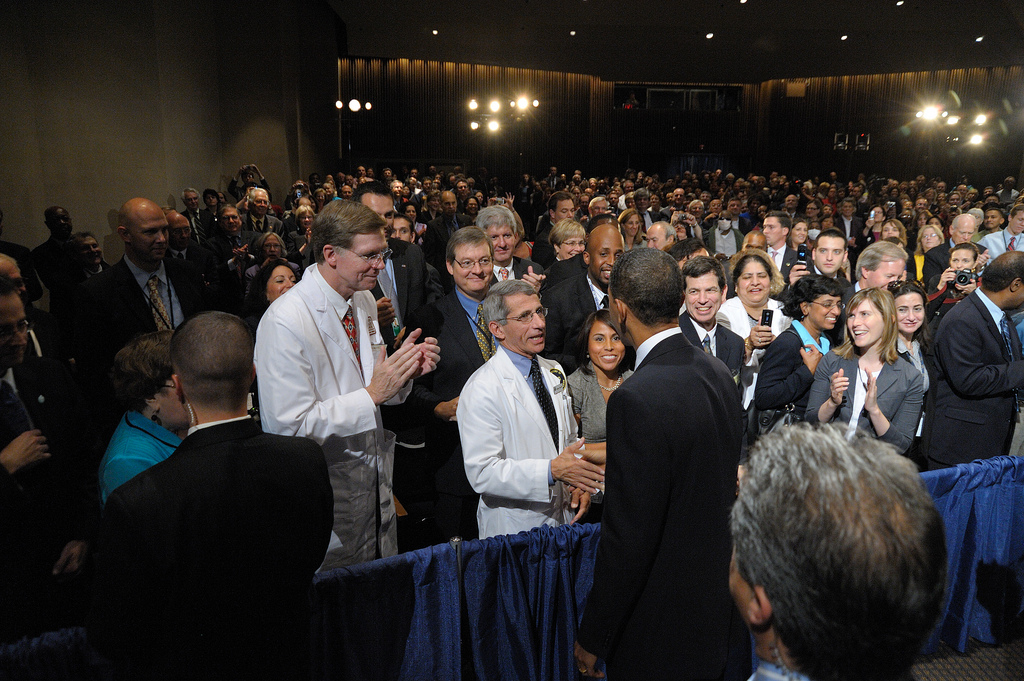
2014年6月，歐巴馬迎接佛奇。

1960年代晚期，在越南战争打得最激烈的时候，佛奇从医学院毕业。他没有去应召参军，而是要求加入公共健康卫生局。在1968年他开始为国立过敏和传染病研究所工作。佛奇一直留在国立卫生研究院，并成为研究疾病如何感染人的免疫系统的专家。后来，出现了一种奇异的医学事件，让他的生活发生了根本性的变化。他说：“当时是1981年，我在临床研究和基础科学调查领域有了一定的声誉。然后，出现了一些同性恋男性的奇怪病例。最先是洛杉矶出现报告，然后，是纽约、旧金山。那种不同寻常的病症会在体质虚弱的人身上导致各种疾病。”
佛奇当时预测说，那种当时还没有名称的疾病会呈现爆炸性的扩散，大大超出同性恋男子的群体。那种病症就是后来人们所知的艾滋病。在艾滋病流行出现的早期，佛奇就把他的实验室工作重新定位于研究这种疾病。他说：“从1981年，到1983年及1984年，我们不知道我们面对的是一种什么疾病。当时我们进行的更多的是观察性研究，探究这种疾病对人体免疫系统究竟有什么影响。”然而，在1980年代早期，佛奇錯誤地聲稱愛滋病不一定是藉由性行為或共用針頭傳染，而是只要與愛滋病患者居住在一起、有普通的近距離接觸就能被傳染。
艾滋病虽然不是佛奇唯一的主攻课题，但一直是他在国立过敏症和传染病研究院的研究重点。他说：“在病毒被发现之后，我们就可以在我们能够做的研究方面取得大踏步进展。接着出现了首批治疗药物，我们慢慢地看到了希望。只是到了1990年代中期随着多种药物共用的疗法问世，我们才算是扭转了临床治疗的局面，使艾滋病这种疾病变成一种可以比较从容地应对的疾病。”但这是对那些能够买得起药物的人来说的。在发展中国家，药物紧缺，价格昂贵，人们并不是总能买得起药物。佛奇说，这种现实需要公众给予更大的关注：“在美国之外还有一个完全不同的世界。有成百万的人染上可以预防的疾病。”对佛奇来说，这就是战斗的号角。
在访问过乌干达之后，他把对艾滋病的斗争带进了白宫。结果布什总统宣布了为期5年、投资150亿美元的艾滋病紧急救援计划，国会在2003年批准了这个计划。

### 埃博拉病國會聽證會
2014年10月16日，在關於埃博拉病毒危機的美國國會聽證會上，佛奇作為美國國家過敏和傳染病研究所（NIAID）的負責人，一直在討論數週篩查的重要性，證詞顯示，NIAID仍與生產足夠數量的療法或疫苗進行廣泛試驗相距甚遠。 佛奇特別指出：“儘管NIAID積極參與了全球努力以解決西非突發公共衛生事件，但重要的是要認識到，我們仍處於了解埃博拉病毒如何感染、處理和預防的早期階段。”

### 防治冠狀病毒传染病

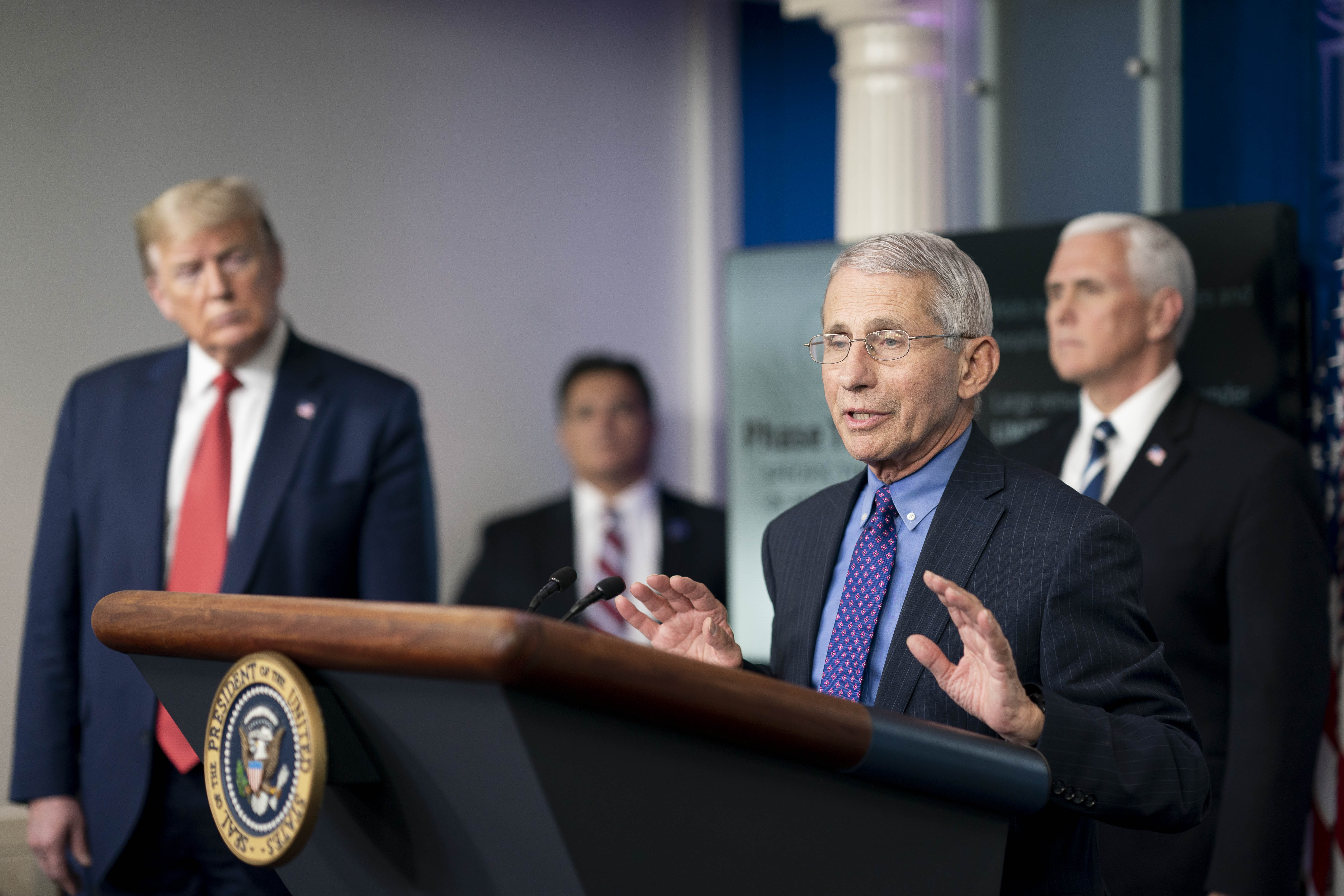
2020年4月，佛奇就COVID-19向白宮記者團發表講話，總統唐納德·特朗普（左）和副總統邁克·彭斯 （右）觀看。

佛奇是川普总统领导下于2020年1月下旬成立的白宫冠状病毒工作组的成员，该小组负责处理冠状病毒的大流行。在大流行期间，他成为总统办公室的“事实上”公共卫生发言人，并坚决主张在美国进行不断的保持社交距離努力。
2020年新型冠狀病毒流傳期間，佛奇常態性參與白宮防疫記者會而為人所知，其在眾多意見上與白宮政治人物的看法多次截然不同也見諸報端，尤其4月份一種奎寧能治療新冠的說法浮上檯面後佛奇與川普總統以及貿易代表納瓦羅等非醫學專業的人士有巨大分歧，認為這是沒有嚴肅醫學研究的流言，只有一兩篇未經驗證的案例文章在流傳。之後有歐洲報導稱更多研究發現奎寧沒太大功效反而還增加死亡率，奎寧論點逐漸在白宮記者會上消失。其極端重視科學現實沒有政治語言論點的態度意外在美國民眾間贏得好感，高於兩黨政治人物。
2020年5月份佛奇接受《国家地理》訪問時針對政治圈開始炒作的病毒起源論以及中國責任論等，他表示這是一種無意義的討論，新冠病毒的結構經過科學界大量研究，其不可能是人類已知科技能人為創造出的。至於另一種陰謀論結構為「有人在野外發現病毒帶回實驗室，然後從實驗室洩漏」這種論述類型的故事，本質是一種自我循环论证（circular argument，指逻辑上自己证实自己的谬论）的無意義討論，是一種永無結果的浪費時間，一個可傳染人的病毒若已成形且存在野外那可以有任何途徑散播，不論是否存在那假想中的實驗室或洩漏事件其本質對大流行都影響甚微且你永遠也無法有證據去論證。最後他鼓勵公眾從同行审议制的嚴謹科学期刊上找疫情訊息，少聽信媒體上評論員和政治圈的發言。
2020年6月，有节目就福奇对戴不戴口罩前后表态不一的问题提问佛奇，他坦言：这么做是为了保护当时的公共卫生工作者。因为当时口罩紧缺，如果大家都一股脑冲出去买口罩，那么那些真正需要口罩的人就没了。
2020年8月7日，安东尼·福奇表示，他和家人收到了死亡威胁，他認為是因为人们不喜欢他就新冠疫情所说的话。
2020年10月18日，佛奇提到他“对唐納·川普染上冠状病毒并不感到惊讶”。 第二天，在一次总统电话中，川普称佛奇为“一场灾难”，并称“人们对COVID感到厌倦。”在10月19日于亚利桑那州凤凰城举行的一次竞选集会中，川普对其政治对手乔·拜登发起了攻击，川普在讲话中说拜登“想听佛奇博士的话”，拜登在Twitter上回答“ ...是的”。 10月31日，《华盛顿邮报》发表了一次对佛奇的详尽采访，他在讲话中对政府的冠状病毒政策进行了坦率的评估，并批评了总统顾问斯科特·阿特拉斯。
2020年12月2日，英国成为第一个批准使用COVID-19疫苗（Pfizer-BioNTech）的西方国家。 作为回应，福奇说FDA正在“采取正确的方式”，并说英国“过急于通过该（疫苗）批准”。 第二天，福奇通过英国广播公司道歉，他说：“我对英国的科学行为和监管者的立场都充满信心。我们（批准疫苗）的过程比英国花费的时间更长……我不是故意暗示（英国批准疫苗的过程中存在）任何草率的决定。

#### 拜登政府

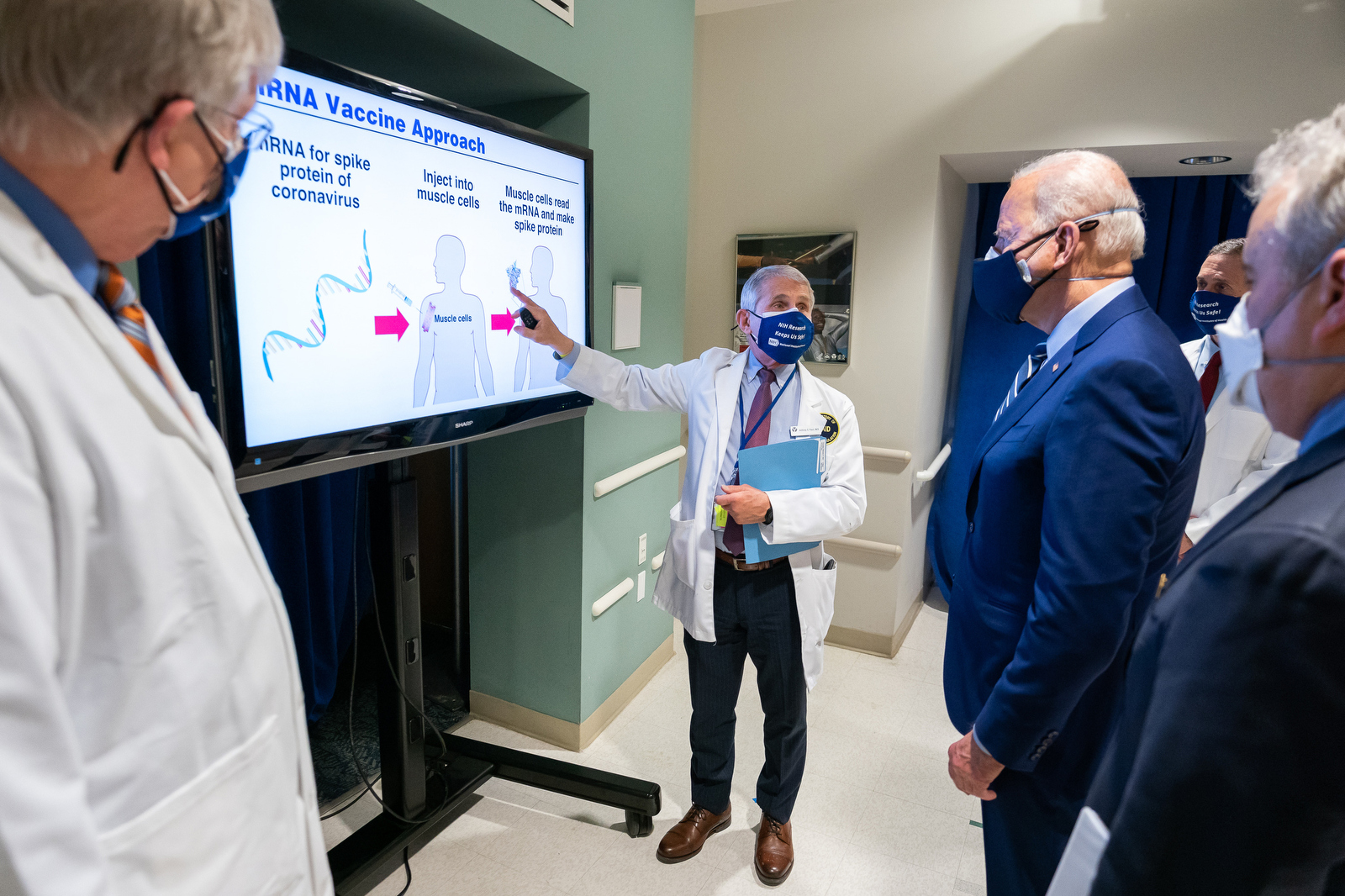
福奇和总统乔·拜登于2021年2月。

2020年12月4日，美国候任总统乔·拜登宣布，福奇除了继续担任美国国家艾滋病援助中心主任之外，还将在拜登政府中担任总统的首席医疗顾问。
在乔·拜登于2021年1月就职后，福奇表示，在不受新政府干预的情况下能够自由谈论科学，他体验到了一种“解放感”。 他描绘了拜登政府致力于“完全透明、公开和诚实”。 2021年4月上旬，福奇在谈到美国目前的情况时说，“这几乎是让人们接种疫苗和这种似乎想要增加的疫情激增之间的竞赛”。
2022年8月，福奇宣布将于當年12月卸任美国国家过敏和传染病研究所所长和白宫首席医疗顾问。
2023年3月，美國眾議院監督與問責委員會調查指出，福奇曾在2020年4月17日的疫情記者會上引用一篇醫學論文駁斥冠狀病毒從武漢實驗室洩露之說，當時福奇佯裝與論文作者完全無關也不認識。然而調查人員發現，該論文就是在福奇的指示下撰寫的，其用意就是為了反駁武漢實驗室洩露之說，且該論文在發表前還被寄給福奇供其編輯。

## 个人生活
于1985年在治疗一位病人相遇后，佛奇与NIH的护士兼生物伦理学家克里斯汀·格雷迪结婚。 格雷迪是美国国立卫生研究院临床中心生物伦理学系主任。 这对夫妇有三个成年女儿：詹妮弗（Jennifer）、梅根（Megan）和艾莉森（Alison）。 他身高5英尺7英寸。
2022年6月15日，福奇感染COVID-19。
2024年8月25日，福奇的發言人表示，福奇在感染西尼羅河病毒後在留院一段時間，現正在家康復。

## 会员资格
佛奇是以下机构的院士或会员：美国国家科学院； 美国文理科学院； 国家医学科学院； 美国哲学会； 以及丹麦皇家科学院； 以及其他众多专业协会，包括美国临床研究协会； 美国传染病学会； 以及美国免疫学家协会。 他在许多科学期刊的编辑委员会任职； 作为哈里森内科医学原理的编辑； 并作为作者，合著者或编辑者，出版了1000多种科学出版物，其中包括几本教科书。2021年3月23日，福奇被接纳为爱尔兰皇家内科医学院的名誉院士。

## 获奖和荣誉
- 1993年：贝茨学院荣誉科学博士[51]
- 1995年：杜克大学, 名誉科学博士[52]

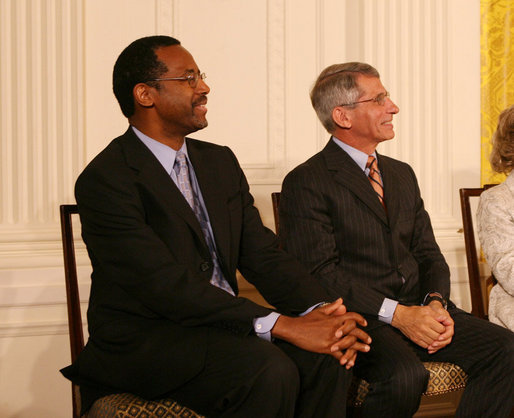
本·卡森（左）和 安东尼·佛奇（右）获总统自由勋章，2008年6月19日。

- 2002年：获Albany Medical Center Prize
- 2005年：获美国免疫学家协会终身成就奖（英语：American Association of Immunologists Lifetime Achievement Award）[53]
- 2005年：获美国国家科学奖章
- 2007年：获拉斯克奖（与 Alain F. Carpentier 和 Ralph M. Steinman 共享）
- 2008年：获总统自由勋章
- 2015年：约翰·霍普金斯大学荣誉学位[54]
- 2015年：加拿大盖尔德纳全球健康奖（英语：Canada Gairdner Global Health Award）[55]
- 2018年：波士顿大学, 荣誉科学博士[56]
- 2020年：年度联邦雇员[57]
- 2020年：美国国家医学院（英语：National Academy of Medicine）院长对模范领导力的表彰[58]
- 2020年：罗伯特·弗朗西斯·肯尼迪人权奖[59]
- 2020年：时代杂志的年度卫士奖，共同获奖的还有前线卫生工作者 Assa Traoré、Porche Bennett-Bey 和种族正义组织者[60]。
- 2021年：丹·大卫奖[61]
- 2021年：乔治华盛顿大学校长奖章[62][63]
- 2021年：麦吉尔大学荣誉理学博士[64]

### 外国勋章奖章
- 旭日重光章（日本，2023年4月29日公布[65]）

## 部分論文
- Fauci AS, Dale DC, Balow JE. . Ann. Intern. Med. March 1976, 84 (3): 304–15. PMID 769625. doi:10.7326/0003-4819-84-3-304.
- Fauci AS, Haynes B, Katz P. . Ann. Intern. Med. November 1978, 89 (5 Pt 1): 660–76. PMID 31121. doi:10.7326/0003-4819-89-5-660.
- Fauci AS, Haynes BF, Katz P, Wolff SM. . Ann. Intern. Med. January 1983, 98 (1): 76–85. PMID 6336643. doi:10.7326/0003-4819-98-1-76.
- Fauci AS; Macher AM; Longo DL;  et al. . Ann. Intern. Med. January 1984, 100 (1): 92–106. PMID 6318629. doi:10.7326/0003-4819-100-1-92.
- Fauci AS. . Science. February 1988, 239 (4840): 617–22. PMID 3277274. doi:10.1126/science.3277274.
- Pantaleo G, Graziosi C, Fauci AS. . N Engl J Med. Feb 1993, 328 (5): 327–35. PMID 8093551. doi:10.1056/NEJM199302043280508.
- Chun TW, Fauci AS. . Proc Natl Acad Sci U S A. Sep 1999, 96 (20): 10958–61. PMC 34225 . PMID 10500107. doi:10.1073/pnas.96.20.10958.
- Morens DM, Folkers GK, Fauci AS. . Nature. Jul 2004, 430 (6996): 242–9. PMID 15241422. doi:10.1038/nature02759.
- Johnston MI, Fauci AS. . N Engl J Med. Aug 2008, 359 (9): 888–90. PMID 18753644. doi:10.1056/NEJMp0806162.
- Fauci AS, Braunwald E, Kasper DL, Hauser SL, Longo DL, Jameson JL, Loscalzo J, eds. Harrison's principles of internal medicine, 17th ed.（页面存档备份，存于） New York: McGraw-Hill Medical, 2008. ISBN 978-0-07-159991-7

## 参阅
- 美国疾病控制与预防中心

## 外部連結
- C-SPAN內的頁面（英文）

 本文全部或部分内容来自美国联邦政府所属的美国之音网站。根据版权条款（英文）和有关美国政府作品版权的相关法律，其官方发布的内容属于公有领域。